# Lost songs 95-98
Lost songs 95-98 es el quinto álbum de estudio del cantante y compositor inglés David Gray. Aunque fue publicado después del exitoso White ladder el propio cantante no lo considera como un trabajo que se haya que considerar posterior al álbum anterior, sino como una recopilación de caras b y otros temas no incluidos en los trabajos anteriores. El álbum fue publicado dos veces y obtuvo el disco de oro en Reino Unido. Se trata de un álbum folk, pop más apegado a los primeros discos del compositor.
La crítica hacia el álbum es positiva haciendo énfasis en el estilo de canciones en el que vuelve a sus primeros trabajos y que se diferencia de su anterior trabajo White ladder. La opinión de los usuarios es igualmente positiva pasando del aprobado toda ellas.

## Historia y grabación
Se trata de un álbum mayormente acústico que recoge canciones escritas entre el 1995 y 1998 anteriores al álbum publicado anteriormente White ladder, y grabado durante 10 días en el 1999. Como el propio David Gray afirmó en una entrevista no se trata de un álbum que sigue de alguna manera a su anterior y exitoso trabajo White ladder sino que él mismo lo considera una «recopilación de viejas caras b y tomas no incluidas» en anteriores trabajos. En respuesta a algunos críticos que afirmaban que es extraño que en el momento en el que tiene el éxito cambia totalmente su estilo.
El CD incluye once canciones, dos de las cuales son instrumentales, de tendencias folk, y que vuelven al estilo que realizaba antes de alcanzar el éxito internacional con White ladder.
El álbum fue publicado dos veces la última en el propio sello del cantante y esta vez logró vender cerca de un millón de copias.

## Lista de temas
Todas las canciones escritas y compuestas por David Gray. 
| Lost songs 95-98 |                                 |          |  |
| N.º              | Título                          | Duración |  |
| 1.               | «Flame turns blue»              | 4:53     |  |
| 2.               | «Twilight»                      | 2:23     |  |
| 3.               | «Hold on»                       | 1:55     |  |
| 4.               | «As I'm leaving»                | 4:35     |  |
| 5.               | «If your love is real»          | 3:35     |  |
| 6.               | «Tidal wave»                    | 2:20     |  |
| 7.               | «Falling down the mountainside» | 4:50     |  |
| 8.               | «January rain»                  | 2:45     |  |
| 9.               | «Red moon»                      | 3:26     |  |
| 10.              | «A clean pair of eyes»          | 4:59     |  |
| 11.              | «Wurlitzer»                     | 1:19     |  |
| 38:57            |                                 |          |  |

## Recepción
La crítica hacia el álbum es positiva haciendo énfasis en el estilo de canciones en el que vuelve a sus primeros trabajos y que se diferencia de su anterior trabajo White ladder. La opinión de los usuarios es igulamente positiva pasando del aprobado toda ellas.

### Crítica especializada
En Music Critic Peter Naldrett escribe del álbum, al que otorga una puntuación de tres con cinco sobre cinco, que es una «bella recopilación de canciones ayudadas por la reconocible voz de Gray». Pese a ello, describe «Twilight» como el peor momento del CD. De las canciones destaca «Red moon», «Falling down the mountainside» y «Clean pair of eyes». En NME Siobhan Grogan le otorga un seis sobre 10 y dice del álbum que está «más lleno de alma y [es] más interesante que [···] el tema "Babylon"» y que demuestra que pese al éxito del trabajo anteriormente publicado, David Gray «no es una estrella del pop».
| Crítica especializada   | Crítica especializada |
| ----------------------- | --------------------- |
| Publicación             | Valoración            |
| Music Critic            | [ 2 ]                 |
| NME                     | [ 3 ]                 |
| Allmusic                | [ 4 ]                 |
| AV Club                 | (favorable)           |
| Crítica de consumidores |                       |
| Publicación             | Valoración            |
| Amazon                  | [ 5 ]                 |
| CDuniverse              | [ 6 ]                 |

En Allmusic MacKenzie Wilson le otorga dos de cinco estrellas y coincide con David Gray cuando dice que no es un álbum que sigue a White ladder sino que puede ser considera como un regalo a sus fanes. Dice de él que «combina la acústica clásica con historias líricas». De sus canciones destaca «Wurlitzer», «Red moon» y «Tidal wave». En AV Club Stephen Thompson realiza una crítica positiva del álbum destacando la vuelta al estilo de sus anteriores trabajos y demostrando que ya realizaba buenos álbumes antes de publicar, gracias a Dave Matthews su anterior trabajo.

### Nota de consumidores
Los consumidores en Amazon.com otorgan al álbum una puntuación de 4.5/5.
 Por su parte, los consumidores de Cd Universe le dan una puntuación de 3/5.

## Certificaciones y posicionamiento

### Certificación
El álbum obtuvo el disco de oro en Reino Unido certifiacdo por la BPI en febrero de 2001.

### Listas y posicionamiento
En el Reino Unido entró en las listas de ventas en el puesto número siete en agosto de 2000 y permaneció durante catorce semanas.

## Personal

### Músicos
- David Gray – voz, guitarra, wurlitzer
- Craig McClune – percusión, bajo, coros
- Tim Bradshaw – bajo, piano, órgano, Wurlitzer

### Productores y otros
- David Gray - productor
- Iestyn Polson - productor, grabación, mezclado
- Craig McClune - productor
- Dave Turner - masterización
- Yumi Matote - diseño
- John Ross - fotografía
- Lawrence Watson - fotografía